# مارک‌نویکیرشن
شهر مارک‌نویکیرشن (به آلمانی: Markneukirchen) در ایالت زاکسن در کشور آلمان واقع شده‌است.